# トゥーリッキ・ピエティラ
トゥーリッキ・ピエティラ（Tuulikki Pietilä、女性、1917年2月18日 - 2009年2月23日）は、アメリカ合衆国ワシントン州シアトル生まれのフィンランド人グラフィックデザイナーにして教授である。フィンランドのグラフィックアート界で有名な一人である。

## 来歴
父は木組み職人で、ピエティラ自身も手先が器用で木工が得意だった。1933年から1936年までトゥルク画学校で学んだ。1936年から1940年までフィンランド芸術協会の画学校、1945年から1949年までストックホルム王立芸術アカデミー、1949年から1953年まではパリのフェルナン・レジェ芸術アカデミーにいた。最初に彼女の作品が展示されたのは1935年トゥルクでのことだった。最初の個展は1951年である。1967年にはPurnuグループの夏の展覧会（そして1986年の振り返り展）に参加した。海外にも出展しており、賞賛を受けた。1963年にプロ・フィンランディア勲章を受賞し、1982年には教授の肩書きを得た。
学友であったトーベ・ヤンソンとは後に生涯のパートナーとなり、多数の合作をした。ピエティラとヤンソンは1960年代からペッリンゲ諸島のクルーヴ島で夏の休暇をすごし、彼女自身により数時間の映画に撮られた。それらのドキュメンタリーにはHaru, yksinäinen saari (Haru, the lonely island)（1998年）とTove ja Tooti Euroopassa (Tove and Tooti in Europe)（2004年）が含まれる。クルーヴ島の2人の暮らしはヤンソンも『島暮らしの記録』（1993年）に書いている。
彼女の作品は多数の芸術展に出展され、フィンランド芸術アカデミーで長年教師を務めていた。その後はグラフィックデザイナーの指導およびグラフィックデザインの教本の執筆にあたった。建築家レイマ・ピエティラは彼女の弟である。

## ムーミン・シリーズとの関係
彼女の作品の中で最も知られているのがムーミン世界を題材にした模型作品である。例外として、５階建てのムーミンやしきの模型はペンッティ・エイストラ、ヤンソンとの合作。現在はタンペレのムーミン美術館に展示されている。『ムーミン谷の冬』に登場する活動的な人物トゥーティッキーは彼女をモデルにしている。

## 関連文献
- ボエル・ウェスティン（スウェーデン語版） 著、畑中麻紀, 森下圭子 訳『トーベ・ヤンソン 仕事、愛、ムーミン』講談社、2014年。（原書 Westin, Boel (2007), Tove Jansson. Ord bild liv）
- 冨原眞弓『ムーミンを生んだ芸術家 トーヴェ・ヤンソン』新潮社、2014年。
- トーベ・ヤンソン 著、冨原眞弓 訳『島暮らしの記録』筑摩書房、1999年。（原書 Jansson, Tove (1993), Anteckningar från en ö）